# Blond (Haute-Vienne)
Blond település Franciaországban, Haute-Vienne megyében. Lakosainak száma 690 fő (2022. január 1.). Blond Bellac, Berneuil, Cieux, Val d’Issoire, Montrol-Sénard, Mortemart, Nouic, Peyrat-de-Bellac és Vaulry községekkel határos.

## Népesség
A település népességének változása:
| Lakosok száma | 716  | 693  | 714  | 693  | 694  | 696  | 693  | 690  | 690  |
|               | 2013 | 2015 | 2016 | 2017 | 2018 | 2019 | 2020 | 2021 | 2022 |